# Синтенис, Карл Генрих
Карл Генрих Зинтенис (нем. Karl Heinrich Sintenis; 1744—1816) — немецкий педагог.
Будучи ректором гимназии, Зинтенис старался улучшить преподавание латинского языка и в многочисленных брошюрах стал защитником серьёзного изучении новых языков и большего применения преподавания к жизни, находя, однако — в противоположность Базедову, — что изучение немецкого языка не должно умалять господствующего положения древних языков.
Главное сочинение Зинтениса: «Ausführliches Lehrbuch der moralischen Vernunftsreligion» (1802).